# Robert Gembal
Robert Gembal (ur. 1970, zm. 23 lutego 2024) – mistrz aikido.
8 dan Shihan i członek Rady Dyrektorów „Kokusai Aikidō Kenshūkai Kobayashi Hirokazu Ryu” (国際合気道研修会小林裕和流) mianowany przez André Cognarda Sōke 8 dan.
Członek „Dai Nippon Butoku Kai” 大日本武徳会 (od 2014).
Członek i Szef Grupy w Polsce „Europejskiej federacji Jodo” nominowany przez Kriegera Pascala Menkyo Kaiden Shindō Musō-ryū (神道夢想流).
Założyciel i mistrz „Aikido Foundation” (Kobayashi Hirokazu Ryu) działającej w kilku krajach.
Od 1979 zajmuje się sztukami walki, a od 1980 aikido, uczeń i wieloletni uke (partner treningowy) Cognarda Hanshi, uczeń na licznych seminariach Kobayashiego Soshu.
W początkach lat 80. słyszy o wybitnym uczniu Morihei Ueshiby – Hirokazu Kobayashim 8 dan i „sile jego przekazu w Europie”. Odtąd zbliża się do tego przekazu. W 1985(6) postanawia być uczniem mistrza André Cognarda. W wieku 19 lat opuszcza swój kraj, zamieszkuje najpierw u mistrza Giampietro Savegnago we Włoszech, a od 1990 we Francji, gdzie związuje się z André Cognardem Sensei. W latach 1989–1995 ma szczęście uczyć się aikido bezpośrednio od Kobayashiego Hirokazu Shihana na jego seminariach i szkołach letnich w Europie. Od 2016 praktykuje Koryū. Autor wielu publikacji poświęconych aikido i budo. Doświadczony praktyk przekazu Kobayashi Ryu Aikido. Wychował około 60 posiadaczy stopni Dan. Najważniejsi spotkani Sensei: Hirokazu Kobayashi, André Cognard i Pascal Krieger. Stopień 8 dan (hachidan) został mu nadany pośmiertnie.